# Ladislav Krejčí (labdarúgó, 1992)
Ladislav Krejčí (Prága, 1992. július 5. –) cseh válogatott labdarúgó, aki jelenleg a Sparta Praha játékosa.

## Sikerei, díjai
- Sparta Praha
  - Cseh bajnok: 2009–10, 2013–14
  - Cseh kupagyőztes: 2013–14